# 颗粒关公蟹
颗粒关公蟹（学名：Dorippe granulata）为关公蟹科关公蟹属的动物。分布于東亞沿海，生活环境为海水，主要生活于泥沙质浅海底。